# Sofiane Diop
Sofiane Diop (Tours, 9 giugno 2000) è un calciatore marocchino con cittadinanza francese, centrocampista del Nizza.

## Biografia
È nato in Francia da padre senegalese e madre marocchina; anche suo fratello Edan è un calciatore professionista.

## Caratteristiche tecniche
È un trequartista molto rapido che può essere impiegato anche in posizione più arretrata.

## Carriera

### Club
Cresciuto nelle giovanili del Tours, nel 2014 è stato ceduto in prestito annuale al Chambrais per poi essere acquistato dal Rennes. Ha esordito con la seconda squadra il 20 gennaio 2018 in occasione della partita di Championnat de France amateur vinto 2-1 contro il Le Mans grazie ad una sua rete al 67'.
Nel 2018 è stato acquistato dal Monaco. Ha esordito il 4 agosto subentrando a Pelé nella Supercoppa di Francia persa 4-0 contro il Paris Saint-Germain.
L'11 agosto seguente ha esordito in Ligue 1 disputando da titolare la partita esterna vinta 3-1 contro il Nantes.
Dopo avere giocato 22 gare col club monegasco tra campionato e coppe, il 17 settembre 2019 viene ceduto in prestito al Sochaux.

### Nazionale
Ha giocato nelle nazionali giovanili francesi Under-18, Under-19 ed Under-20.
Nel 2023 decide di rappresentare il Marocco, nazionale delle sue origini, da cui viene convocato per la prima volta nel novembre 2023.

## Statistiche

### Presenze e reti nei club
Statistiche aggiornate al 23 dicembre 2024.
| Stagione        | Squadra         | Campionato      | Campionato | Campionato | Coppe nazionali | Coppe nazionali | Coppe nazionali | Coppe continentali | Coppe continentali | Coppe continentali | Altre coppe | Altre coppe | Altre coppe | Totale | Totale |
| Stagione        | Squadra         | Comp            | Pres       | Reti       | Comp            | Pres            | Reti            | Comp               | Pres               | Reti               | Comp        | Pres        | Reti        | Pres   | Reti   |
| --------------- | --------------- | --------------- | ---------- | ---------- | --------------- | --------------- | --------------- | ------------------ | ------------------ | ------------------ | ----------- | ----------- | ----------- | ------ | ------ |
| 2018-2019       | Monaco          | L1              | 13         | 0          | CF+CdL          | 1+3             | 0+0             | UCL                | 4                  | 0                  | SF          | 1           | 0           | 22     | 0      |
| 2019-2020       | Sochaux         | L2              | 15         | 1          | CF              | 0               | 0               | -                  | -                  | -                  | -           | -           | -           | 15     | 1      |
| 2020-2021       | Monaco          | L1              | 32         | 7          | CF              | 3               | 0               | -                  | -                  | -                  | -           | -           | -           | 35     | 7      |
| 2021-2022       | Monaco          | L1              | 30         | 6          | CF              | 4               | 1               | UCL+UEL            | 4+7                | 1+1                | -           | -           | -           | 45     | 9      |
| ago. 2022       | Monaco          | L1              | 1          | 1          | CF              | -               | -               | UCL+UEL            | 2+0                | 0+0                | -           | -           | -           | 3      | 1      |
| Totale Monaco   | Totale Monaco   | Totale Monaco   | 76         | 14         |                 | 11              | 1               |                    | 17                 | 2                  |             | 1           | 0           | 105    | 17     |
| ago. 2022-2023  | Nizza           | L1              | 22         | 1          | CF              | 1               | 0               | UECL               | 5                  | 1                  | -           | -           | -           | 28     | 2      |
| 2023-2024       | Nizza           | L1              | 10         | 0          | CF              | 0               | 0               | -                  | -                  | -                  | -           | -           | -           | 10     | 0      |
| 2024-2025       | Nizza           | L1              | 12         | 3          | CF              | 1               | 0               | UEL                | 5                  | 0                  |             | -           | -           | 18     | 3      |
| Totale Nizza    | Totale Nizza    | Totale Nizza    | 44         | 4          |                 | 2               | 0               |                    | 10                 | 1                  |             | -           | -           | 56     | 5      |
| Totale carriera | Totale carriera | Totale carriera | 135        | 19         |                 | 13              | 1               |                    | 27                 | 3                  |             | 1           | 0           | 176    | 23     |